# Quo vadis (роман)
«Quo vadis» (дослівно з лат. Куди ідеш) — історичний роман польського письменника Генрика Сенкевича. У деяких українських перекладах називається «Quo vadis» та «Куди ідеш, Господи», в екранізаціях «Камо грядеши».

## Створення роману та його переклади
Роман писався з 1894 по 1896 рік, періодично деякі його частини публікувалися в пресі. У 1896 році роман побачив світ окремим виданням.
Здобувши популярність, роман став перекладеним на всі основні європейські мови і приніс письменникові світову славу. Величезний успіх роману багато в чому сприяв присудженню Сенкевичу в 1905 році Нобелівської премії з літератури. Всього роман був перекладений більш ніж на 50 мов, у тому числі на арабську та японську. Для багатьох мов роман «Quo vadis» залишається єдиним перекладеним твором Сенкевича.

## Екранізації
Роман багаторазово екранізувався. Перша екранізація була зроблена вже в 1902 році. Найбільшу популярність здобули три фільми:
- Екранізація 1951 року, США. Режисер Мервін Лерой. Головні ролі — Роберт Тейлор (Вініцій), Дебора Керр (Лігія), Лео Генн (Петроній), Пітер Устинов (Нерон).
- Екранізація 1985 року, Італія-Франція-Югославія. Режисер Франко Россі. Головні ролі — Клаус Марія Брандауер, Фредерік Форрест.
- Екранізація 2001 року, Польща. Режисер Єжи Кавалерович. Головні ролі — Павло Делонг (Вініцій), Магдалена Мельцаж (Лігія), Богуслав Лінда (Петроній).

## Зміст

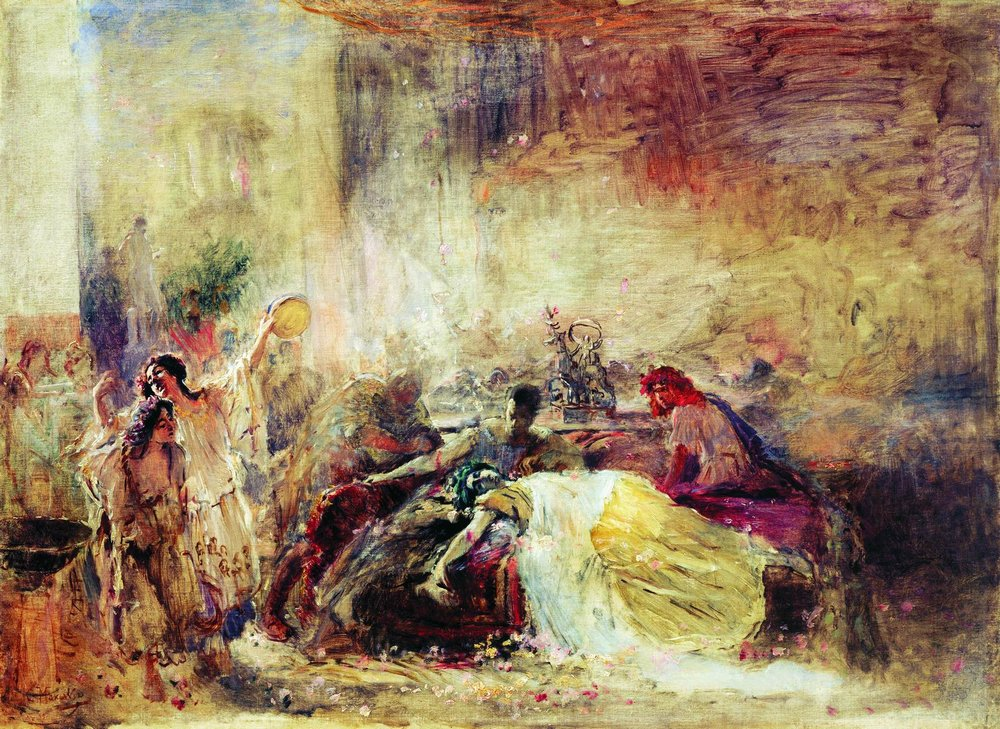
Картина «Смерть Петронія» написана Костянтином Маковським в 1904 році під впливом роману «Камо грядеши»

«Камо грядеши» — єдиний з історичних романів Сенкевича, не присвячений історії Польщі. Дія роману розвивається в Римської імперії під час правління імператора Нерона й охоплює період 64-68 років.
Основна тема твору — життя перших християн римської громади і перші гоніння християн у Римській імперії.
Сенкевич писав:

| Вчитуючись в «Аннали», я не раз відчував, що в мені зріє думка дати художнє протиставлення цих двох світів, один з яких являв собою всемогутню правлячу силу адміністративної машини, а інший представляв виключно духовну силу. |
Сенкевич зумів відтворити картину Риму 60-х років I століття з великою історичною достовірністю. Крім «Анналів» Тацита, джерелами йому послужили твори інших античних авторів, а також праці істориків. За словами письменника, при написанні жодного іншого роману він стільки не працював з історичними документами.
Майже вся дія роману проходить в Римі та його околицях. Детально описана відома римська пожежа, яку, за переказами, Нерон організував сам, щоб викликати поетичне натхнення. Під час правління Нерона християни вперше зазнали масштабного гоніння, на них імператор поклав провину за пожежу.

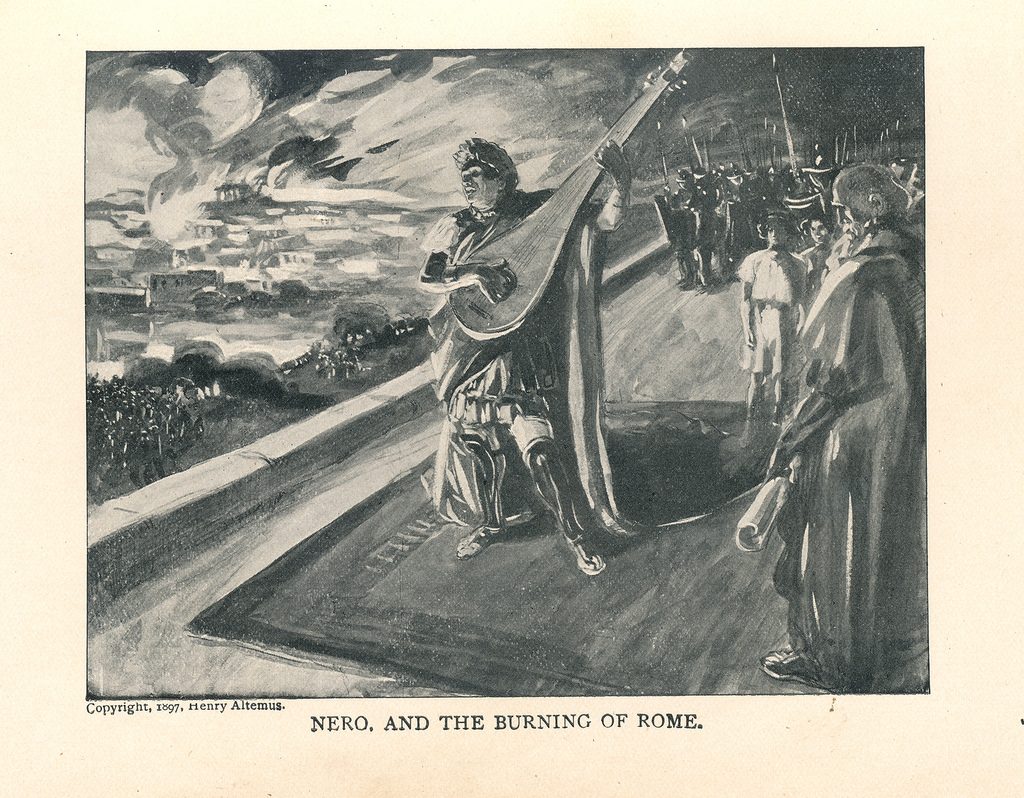
Нерон спостерігає пожежу у Римі. M. de Lipman, 1897

У цей час гоніння мучениками стали апостоли Петро та Павло, їх смерть також описана в книзі. Назву роману письменнику підказав старовинний переказ: апостол Петро після знищення майже всіх християн Риму таємно покидає місто, за містом він зустрічає Христа і запитує в нього: «Куди йдеш, Господи?». Христос відповідає: «Оскільки ти залишаєш народ Мій, Я йду в Рим на нове розп'яття». Після цього Петро повернувся в Рим і прийняв мученицьку смерть. Цій події присвячена церква, яка збереглася до наших днів, церква «Quo vadis» на Віа Аппіа в Римі. У церкві є бюст Сенкевича, поставлений польськими емігрантами.

## Головніперсонажі

### Історичні
- Гай Петроній, письменник, придворний Нерона
- Нерон, римський імператор
- Апостол Петро
- Апостол Павло
- Поппея Сабіна, друга дружина Нерона
- Авл Плавцій, заслужений воєначальник
- Помпонія Грецина, дружина Плавція, в романі представлена як християнка (історично це не підтверджено)

### Вигадані
- Марк Вініцій, молодий римський патрицій, племінник Петронія
- Лігія, кохана Вініція, дочка царя язичницького племені лігійців

## Переклади українською
1. Переклад Н. Лесик
- Генрік Сенкевич. Quo vadis: Куди ідеш, Господи. Оповіданнє з часів переслідування християн за пановання Нерона / Уложив: Н. Лесик; ілюстрації: М. Артвинської. — Вінніпеґ, Манітоба: Накладом рускої книгарні, 1913. — 174 с.
  - (перевидання) * Генрік Сенкевич. Quo vadis: Куди ідеш, Господи. Оповіданнє з часів переслідування християн за панування Нерона / За виправленим текстом Н. Лесика. — Вест Айслип — Торонто, 1982. — 148 с.

2. Переклад Віктора Бойка
- Генрік Сенкевич. Quo vadis / Переклад з польської: Віктор Бойко; Інститут літератури імені Тараса Шевченка НАН України. — Харків: Фоліо, 2004. — 412 с. — Серія «Бібліотека світової літератури». — ISBN 978-966-03-4295-8, 978-966-03-4296-5 (передрук 2008, 2017).

3. Переклад Олега Бурячківського
- Генрік Сенкевич. Quo vadis / Переклад з польської: Олег Бурячківський. — Львів: Свічадо, 2007, 2010. — 564 с. — ISBN 978-966-395-088-4.